# Сункайти
Сункайти́ (каз. Сұңғайты) — село у складі району Турара Рискулова Жамбильської області Казахстану. Входить до складу Орнецького сільського округу.
У радянські часи село називалось Бригада № 5 совхоза Алгабаський.
Населення — 72 особи (2021; 79 у 2009, 227 у 1999, 129 у 1989).